# Heliodoro de Paiva
Heliodoro de Paiva (Lisboa, c. 1502 – Coimbra, 21 de dezembro de 1552) foi um compositor, filósofo e teólogo português do período Renascentista e irmão colaço de D. João III.

## Vida
Heliodoro de Paiva nasceu em Lisboa (ca. 1502) e morreu em Coimbra, a 21 de dezembro de 1552. Seu pai, Bartolomeu de Paiva, foi governador do rei D. João III. Tornou-se monge agostinho no Mosteiro de Santa Cruz de Coimbra.
Revelou notáveis qualidades numa ampla variedade de temas: além de compositor e instrumentista (tocava com destreza vários instrumentos), tinha formação em grego, latim, hebraico e outras línguas, e foi um bom teólogo e filósofo. Publicou, em 1532, um tratado intitulado "Lexicon Graecum, et Hebraicum".
D. Gabriel de Santa Maria diz-nos o seguinte sobre Heliodoro de Paiva:
Em 21 dias de Dezembro faleceo o sacerdote dom Heliodoro, homem muito pera desejar de ver, ditosos os queo virão, porque na verdade parece que a soo elle fez Deus pera mostra do que hum entendimento humano humilde pode comprehender, porque sem duvida muito pera dar graças a Deus era em hum soo homem achar todas as sciencias em perfeito grao ss. Muito bom theologo, muito bom ebraico, grego, latino, philosopho, musico, muito perfeito universal em toda a musica, em compor muitas, e boas obras que cada dia se podem ver suas ss. missas, magnificas, motetes, muito bom tangedor, e contrapontista, escrivão perfeito e tanto que todas as lingoas escrevia muito perfeitamente como elle melhor vira escriptas, chamavalhe o padre Bispo reformador pedaço de toda a cousa, porque de tudo sabia. Devia ser este religioso muito humilde manso, e perfeito ante Deus, pois em elle pos todas as partes juntas com cada huã das quais se orna e engrandese muito qualquer homem, e assi na verdade o foi muito humilde e perfeito religioso, e bem mostrava serem todas estas habilidades dadas de Deus, e dões do spiritu santo porque nunca de nenhuã dellas uzou com soberba ou uan gloria, mas com muita mansidão e modestia como todos os daquelle tempo tinhão. Era este religioso de Lixboa natural filho de hu nobre fidalgo, amo del Rei dom João 3º criou filhos seus e da Rainha D. Catarina ultima rainha destes regnos chamavasse paiva, capitão da torre de Bethlem, os meninos que criou levou o senhor porque ia na sua mente se estava comprindo o tempo de Portugal se tornar a juntar a donde se tirara por seus altos, e secretos juizos justos e em si mesmo justificados.— Azevedo, Pedro de (1918), “Rol dos Cónegos Regrantes de Santo Agostinho”, Boletim de Segunda Classe, Academia de Ciências de Lisboa, Vol. XI, pp. 114-115.
D. Nicolao de Santa Maria diz-nos, igualmente, sobre Heliodoro de Paiva:
Em 20 de Dezembro levou Deos pera si o P. D. Heliodoro de Paiva, collaço del-Rey D. Joaõ III no fim do anno de 1552 foi natural de Lisboa, filho de Bertolameu de Paiva, & de Felipa de Abreu sua mulher, que foi Ama de peito del-Rey D. Joaõ III & lhe deu leite, & o criou até idade de 3 annos & meio, & por esta boa criaçaõ fez El-Rey D. Manoel mercé a Bertolameu de Paiva do officio de seu Guarda-roupa, & de Veador das obras do Reyno, como se pode ver na Chronica del Rey D. Joaõ III na I. Part. Cap. 2 composta por Francisco de Andrada. Por collaço del-Rey se podera prometer grandes acrecentamentos o nosso D. Heliodoro, mas a todos deu de maõ , porque mandadoo seus Pays ao Mosteiro de S. Cruz de Coimbra, pera nelle estudar letras, & virtudes, elle pedio o habito, & se meteo Religioso no mesmo Mosteiro. Dotouo Deos de tam grande engenho, & de tantas partes, que parece o criou pera mostrar o quanto pode aprender, & comprehender o entendimento humano. Soube as lingoas de Hebraico, Grego, & Latim, com toda a perfeição, & as fallava, & escrevia como a lingoa Portugueza, & natural. Foi mui agudo Filosofo, & mui consumado Teologo, & de suas letras se aproveitava muito Lipomano Nuncio neste Reyno pera a sua Catena, leu Theologia alguns annos. Foi tambem grande escrivaõ de todas as letras, illuminava, & pintava excelentemente. Era cantor, & musico mui destro, & contrapontista; compoz muitas Missas, & Magnificas de canto de orgaõ, & motetes mui suaves; tangia orgaõ, & craviorgaõ cõ notavelàr, & graça; tangia viola de arco, & tocava harpa, & cantava a ella com tanta suavidade, que enlevava os ouvintes. E cõ ter tantas partes juntas, era muito humilde, & nunca usou dellas com soberba, ou vangloria, mas com muita modesta, & mansidão. El-Rey D. Joaõ III por elle ser seu collaço, & pella fama de suas letras, & virtudes lhe offereceo alguns Bispados, q elle não quis aceitar. E vindo o mesmo Rey a Coimbra no anno de 1550 & agazalhãdose no Mosteiro de S. Cruz, nunca pode acabar com o P. D. Heliodoro, que quizesse ir pera o Mosteiro de S. Vicente pello ter consigo na Corte, prometendolhe de lhe fazer grandes mercès; & vendo que se cansava de balde, tratou com o P. Prior gèral D. Filipe o obrigasse por obediencia, porem elle se defendeo com tanta humildade, & lagrimas, que El-Rey houve por bem de o naõ molestar, & desgostar. Compoz hum Vocabulario de Grego, & Hebraico, que dedicou a El-Rey D. Joaõ III, & se imprimio no Mosteiro de S. Cruz no anno de 1532.— Santa Maria, Dom Nicolao de (1668), Chronica da Ordem dos Cónegos Regrantes do Patriarcha S. Agostinho, Lisboa, Na Officina de Joam da Costa, P. II, 2, Liv. X, pp. 326-327.

## Obra
A sua obra chegou-nos através de manuscritos musicais do Mosteiro de Santa Cruz de Coimbra, conservados na Biblioteca Geral da Universidade de Coimbra). Ele compôs missas, motetos e Magníficats, e música para tecla. Não assinou algumas das suas obras, o que torna difícil identificá-las. Hoje é possível identificar seis obras de Heliodoro de Paiva. São dele três obras vocais nos manuscritos musicais n.º 9, n.º 12 e n.º 44 (duas delas são Aleluias, a outra é uma Salve Regina), e três peças para tecla no manuscrito musical n.º 242 (Obra a Quatro do 5º Tom; Tento modo de Mi do 3º Tom; Tento do 4º Tom). A sua obra para tecla ou órgão é, aliás, a primeira a surgir no contexto da História da Música em Portugal, seguindo-se os casos de António Carreira, o Velho, de Manuel Rodrigues Coelho, e de Pedro de Araújo.